# Just a Ride
„Just a Ride” – drugi singel promujący pierwszy studyjny album Jem pt. Finally Woken. „Just A Ride” znalazło się na ścieżkach dźwiękowych do filmów Sposób na teściową (2005) oraz Książę i ja (2004).

## Lista utworów
Just a Ride Pt. 1
1. Just a Ride
2. California Sun

Just a Ride Pt. 2
1. Just a Ride
2. Just a Ride (Fatboy Slim Remix)
3. Just a Ride (Adam F-V-Pendulum Music Mix)
4. They (Kid Freeze Tech Breaks Mix)

### POPlista RMF FM
| Tydzień | 01 | 02 | 03 | 04 | 05 | 06 | 07 | 08 | 09 | 10 | 11 | 12 | 13 | 14 | 15 | 16 | 17 | 18 | 19 | 20 |
| ------- | -- | -- | -- | -- | -- | -- | -- | -- | -- | -- | -- | -- | -- | -- | -- | -- | -- | -- | -- | -- |
| Pozycja | 19 | 12 | 16 | 8  | 18 | 20 | 15 | 15 | 17 | 11 | -  |    |    |    |    |    |    |    |    |    |